# ARINC 600
ARINIC 600은 항공기에서 커넥터로 항공전자 박스 연결기로 사용된다.

## 특징
- 신호, 전원, 데이터버스, 동축 케이블을 연결한다.
- 핀의 크기 및 전류: 22, 20, 16, 12의 크기를 가지며, 접촉가능 허용 전류는 5, 7.5.12 암페어
- 규격: MIL-C-81659b, BACC 66